# Album (mur)
Album (z łac.) w starożytnym Rzymie – część muru pomalowana na biało przeznaczona do umieszczania ogłoszeń. Ważne informacje, przeznaczone dla obywateli Rzymu wypisywano czarnymi albo czerwonymi literami. Były do ważne informacje odnośnie do postanowień senatu, różnych edyktów itp. Po ich dezaktualizacji, mur ponownie malowano na biało.